# Nicholas U. Mayall
Nicholas Ulrich Mayall (9 de maio de 1906 – 5 de janeiro de 1993) foi um astrônomo observacional norte-americano. Após obter seu doutorado pela Universidade da Califórnia em Berkeley, Mayall trabalhou no Observatório Lick, onde permaneceu de 1934 a 1960, exceto por um breve período no Laboratório de Radiação do MIT durante a Segunda Guerra Mundial.
Durante seu tempo no Lick, Mayall contribuiu para o conhecimento astronômico de nebulosas, supernovas, movimentos internos de galáxias espirais, desvio para o vermelho de galáxias e a origem, idade e tamanho do Universo. Ele desempenhou um papel significativo no planejamento e construção do refletor de 120
-polegada (3,0 m) do Lick, que representou uma grande melhoria em relação ao seu telescópio anterior de 36
-polegada (0,91 m).
A partir de 1960, Mayall passou 11 anos como diretor do Observatório Nacional de Kitt Peak até sua aposentadoria em 1971. Sob sua liderança, o KPNO e o Observatório Interamericano de Cerro Tololo se desenvolveram como dois dos principais observatórios de pesquisa do mundo, equipados com telescópios de ponta. Mayall foi responsável pela construção do refletor de 4
-metro (160 pol) de Kitt Peak, que foi batizado em sua homenagem. Quando Mayall faleceu em 1993, suas cinzas foram espalhadas em uma crista vazia no alto de Kitt Peak.

## Primeiros anos
O pai de Mayall, Edwin L. Mayall Sr., era engenheiro de uma empresa de manufatura em Illinois. Sua mãe, Olive Ulrich Mayall, apesar de nunca ter frequentado a faculdade, estabeleceu altos padrões educacionais para Mayall e seu irmão mais novo (Edwin Jr., nascido em 1907). Em algum momento entre o nascimento de seu irmão e 1913, a família mudou-se para a área de Modesto, na Califórnia, onde Mayall iniciou a primeira série. Em algum momento antes de 1917, eles se mudaram novamente, para Stockton, onde permaneceram até 1924 e a formatura de Mayall na Stockton High School (exceto por um breve retorno a Peoria, Illinois durante 1918-1919). Durante este período, provavelmente durante seus anos de ensino médio, os pais de Mayall se divorciaram.

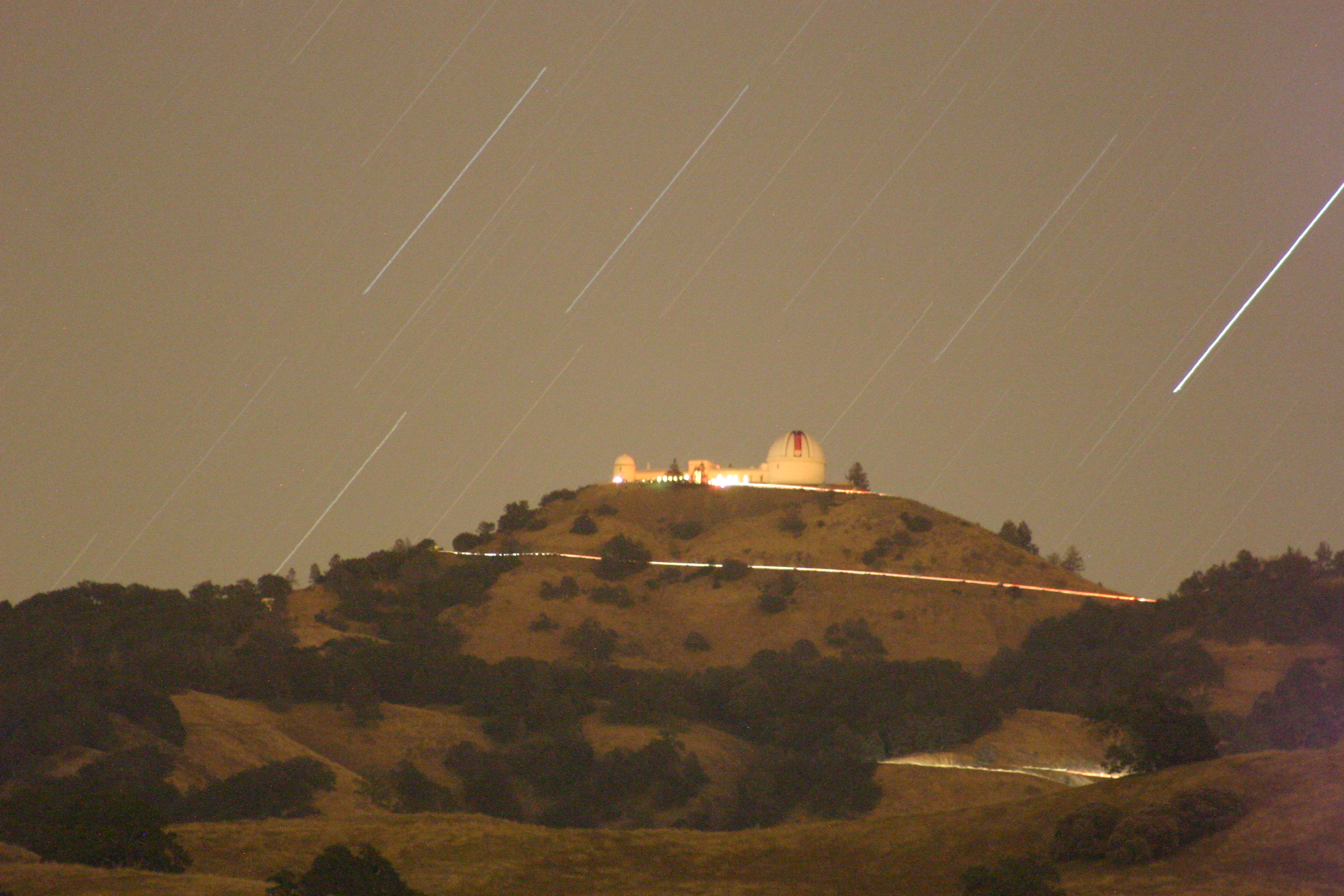
O Observatório Lick à noite.

Durante seu último ano escolar, no outono de 1923, Mayall era secretário do clube de ciências da escola e organizou uma visita do clube ao Observatório Lick. Seu pai permitiu que ele usasse seu carro, um Moline Knight, para transportar os membros do clube pela estrada sinuosa de terra e cascalho que levava ao observatório. Esta foi a primeira visita de Mayall ao observatório onde ele passaria grande parte de sua carreira. Após a visita, ele leu todos os livros de astronomia disponíveis nas bibliotecas locais, embora não imaginasse, naquela época, fazer da astronomia sua profissão.

## Educação
Mayall começou a faculdade no outono de 1924 na Universidade da Califórnia em Berkeley, estudando para obter um diploma em mineração. Ele se estabeleceu com sua mãe em um apartamento na Avenida Durant e trabalhou na biblioteca da UC Berkeley para ajudar a sustentar a ambos. Mayall geralmente se saía bem na universidade e acabou sendo eleito para as sociedades de honra Sigma Xi e Phi Beta Kappa. No entanto, nos exames de meio de período de seu segundo ano, ele obteve notas baixas em mineralogia e laboratório de química. Em uma reunião com o reitor para discutir suas notas, este percebeu que Mayall era daltônico, o que o impedia de observar pequenas mudanças de cor em contas e teste de chama, e também de ver pequenas mudanças de cor em precipitações e titulações. O conselheiro de Mayall recomendou que ele mudasse sua especialização, pois não seria capaz de se formar como engenheiro de minas com tal desvantagem.
A mãe de Mayall o incentivou a estudar o que mais lhe interessasse e a fazê-lo bem, então ele considerou a astronomia como uma alternativa à mineração. Após perguntar a muitos professores do departamento de astronomia se eles gostavam de seu trabalho e se ganhavam um salário satisfatório, e ficando contente com suas respostas, ele se transferiu para a Faculdade de Letras e Ciências para se especializar em astronomia. Isso não o atrasou em seus requisitos de graduação porque quase todos os seus estudos do primeiro ano haviam sido em ciências físicas básicas e matemática. Eventualmente, Mayall descobriu que gostava muito de astronomia e decidiu seguir um curso de estudos de pós-graduação, seguido por uma carreira como cientista pesquisador.
Após se formar em 1928, Mayall decidiu permanecer em Berkeley, que tinha o melhor programa de pós-graduação em astronomia da época. No entanto, ele fez uma pausa na busca por seu diploma avançado e foi trabalhar como calculador humano no Observatório Monte Wilson de 1929 a 1931, onde auxiliou astrônomos eminentes, incluindo Edwin Hubble, Paul W. Merrill e Milton L. Humason. Essa atividade resultou em sua co-autoria de artigos sobre a massa e órbita de Plutão com Seth Barnes Nicholson e outros, logo após a descoberta de Plutão
Mayall retornou a Berkeley em 1931 para prosseguir com os estudos de pós-graduação. Seu tema de tese, sugerido por Hubble, era contar o número de galáxias por unidade de área no céu em função da posição em chapas diretas tiradas com o refletor Crossley no Lick. Isso deveria complementar as contagens que o próprio Hubble estava fazendo usando os telescópios de 60
-polegada (1,5 m) e 100
-polegada (2,5 m) no Monte Wilson. Mayall concluiu com sucesso sua tese e recebeu seu grau de PhD em 1934. Hubble elogiou Mayall por seu trabalho, embora resultados significativos nunca tenham sido alcançados (nem por Hubble) devido à falta de padrões de magnitude precisos para as galáxias fracas que foram medidas e pela (então não percebida) forte tendência de aglomeração das galáxias.
Enquanto trabalhava em sua tese, Mayall teve a ideia de projetar um pequeno e rápido espectrógrafo sem fenda, otimizado para nebulosas e galáxias. Ele acreditava que, se fosse usado em conjunto com o refletor Crossley, tornaria aquela instalação competitiva para pelo menos parte do trabalho que Humason e Hubble estavam fazendo com os telescópios maiores do Mt. Wilson. Nunca se esperou que competisse com o instrumento de 100
-polegada (2,5 m) do Monte Wilson para estrelas ou galáxias elípticas, que têm núcleos condensados e relativamente brilhantes. O espectrógrafo seria usado, em vez disso, para estudar nebulosas gasosas extensas de baixo brilho superficial ou galáxias irregulares. O orientador de tese de Mayall, William Hammond Wright, e o então chefe do programa de espectroscopia estelar do Lick, Joseph Haines Moore, o encorajaram a desenvolver seu espectrógrafo. O dispositivo foi construído pela própria oficina do Observatório Lick e provou ser mais eficiente para objetos extensos de baixo brilho superficial, particularmente na parte ultravioleta do espectro eletromagnético, confirmando assim as expectativas de Mayall. Com o forte encorajamento de Wright, Mayall usou quartzo fundido para fazer óptica transmissora de ultravioleta, enquanto os espectrógrafos do Monte Wilson usavam lentes e prismas de vidro pesado, que absorvem a radiação ultravioleta.

## Observatório Lick

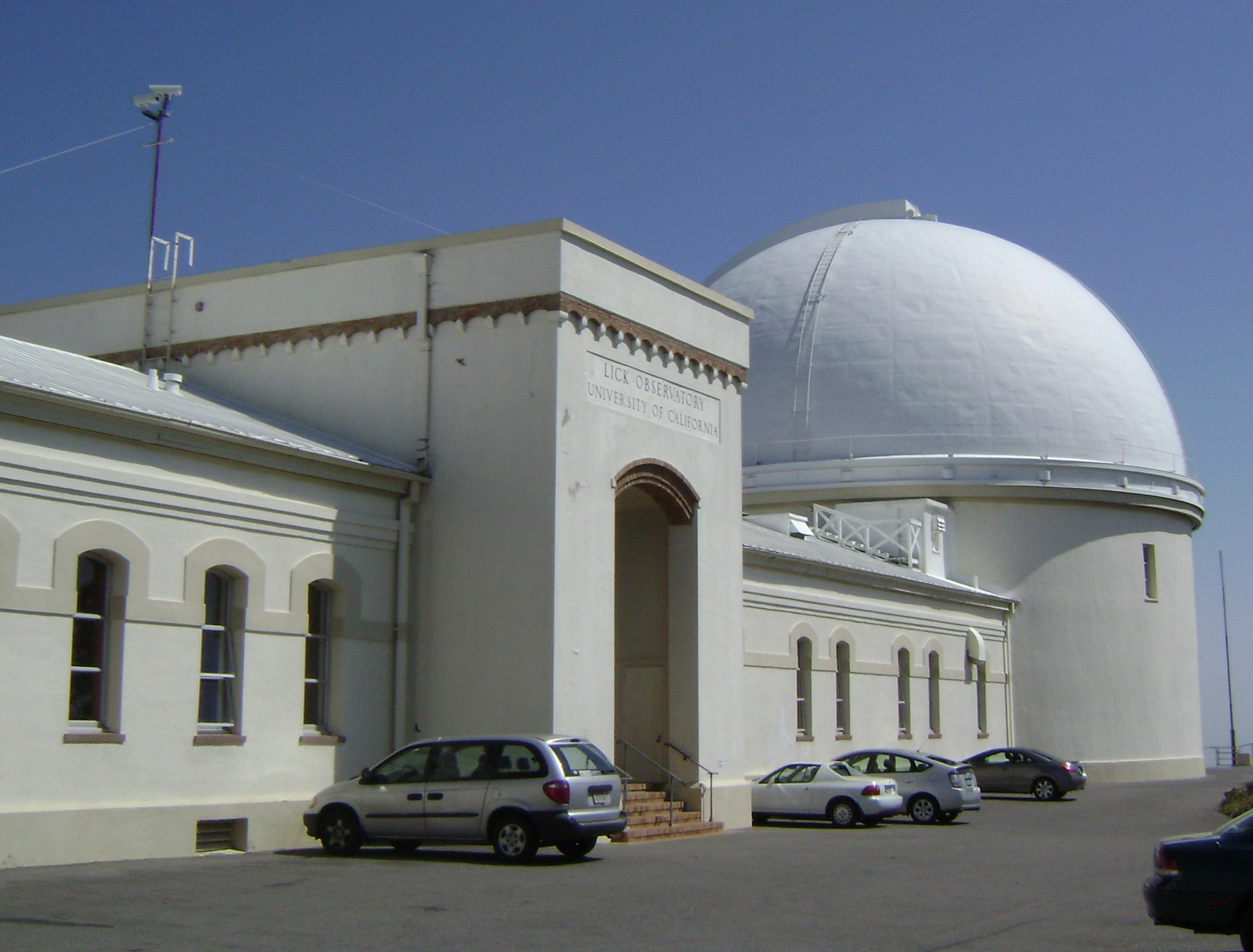
O edifício principal do Observatório Lick e a Cúpula Sul (grande) que abriga o telescópio sul

Embora Mayall esperasse se juntar à equipe do Monte Wilson após obter seu doutorado, não havia vagas durante a Grande Depressão. Em vez disso, ele começou sua carreira no Lick, o que foi possibilitado pela renúncia do zelador número dois e Mayall recebendo uma posição de um ano como assistente de observação com deveres de zelador limitados à manutenção das câmaras escuras e à limpeza das salas de instrumentos. No ano seguinte, um dos astrônomos seniores ingressou no departamento de Berkeley e seu salário foi dividido entre Mayall e outro jovem astrônomo, Arthur Bambridge Wyse.
Em 30 de junho de 1934, Mayall casou-se com Kathleen (Kay) Boxall de Los Angeles, que ele havia conhecido durante seus dois anos em Pasadena. Eles moravam em um pequeno apartamento que fazia parte da pequena vila de astronomia no cume do Monte Hamilton, onde todos os astrônomos do Lick residiam naquela época.
Usando seu espectrógrafo recém-construído, Mayall foi o primeiro a determinar as velocidades radiais de muitos nós de gás na Nebulosa do Caranguejo. Usando esses dados e a taxa angular de expansão da nebulosa previamente publicada, ele foi capaz de estimar sua distância. Consequentemente, ele se tornou a primeira pessoa a reconhecer e demonstrar que a Nebulosa do Caranguejo era o remanescente de uma supernova observada e registrada em 1054 (SN 1054), em vez de uma nova clássica. Walter Baade foi fundamental para estimular e aconselhar Mayall após cerca de 1939, assumindo o papel anteriormente preenchido por Hubble.
Em 1941, junto com Arthur Wyse e Lawrence Aller, Mayall estudou a rotação de galáxias próximas e descobriu que havia muita matéria que era muito fraca para ser observada, mas que poderia ser detectada por meio de seu efeito gravitacional. Ele passou cerca de três anos até 1942 pesquisando 50 aglomerados globulares da Via Láctea e descobriu que a Via Láctea tinha cerca de metade da massa anteriormente suposta.
Enquanto estava no Observatório Lick, Mayall colaborou em um projeto de 20 anos com astrônomos do Monte Palomar e Monte Wilson sobre a teoria do Big Bang sobre o início do Universo. Juntamente com Milton L. Humason e Allan R. Sandage, ele escreveu um artigo em 1956 concluindo que a idade do Universo era de seis bilhões de anos (três vezes a estimativa anterior e cerca de metade do valor moderno), e seu tamanho três vezes maior do que se pensava.

## Segunda Guerra Mundial
Após os Estados Unidos entrarem na Segunda Guerra Mundial, Mayall aceitou um cargo no Laboratório de Radiação do MIT em Cambridge, Massachusetts para trabalhar no desenvolvimento de radar. Ele começou seu trabalho no início de 1942 em Cambridge, que foi o único período durante sua vida adulta em que residiu fora da Califórnia ou do Arizona. No entanto, o clima de Massachusetts era diferente do da Califórnia, ao qual ele e sua família estavam acostumados, e em meados de 1943 ele providenciou uma transferência para os escritórios do Observatório Monte Wilson em Pasadena. Muitos projetos de guerra do Escritório de Pesquisa e Desenvolvimento Científico (OSRD) relacionados à óptica, artilharia aérea, fotografia aérea e táticas de bombardeio já estavam em andamento lá. Insatisfeito com a gestão de seu projeto e sentindo que seus talentos não estavam sendo bem utilizados, ele se transferiu novamente em fevereiro de 1944 para o Caltech para trabalhar no desenvolvimento de grandes foguetes. Lá ele se tornou um especialista em fotografia de alta velocidade, que era usada para analisar trajetórias de foguetes. Na primavera de 1945, ele foi transferido para um projeto secreto de bomba atômica que também requeria fotografia de alta velocidade. Ele visitou Los Alamos duas vezes, incluindo uma vez por volta da época do teste Trinity. Em 1º de outubro de 1945, a guerra havia terminado e Mayall havia retornado à pesquisa astronômica no Lick.

## Telescópio de 120 polegadas (3,0 m)
Ver também

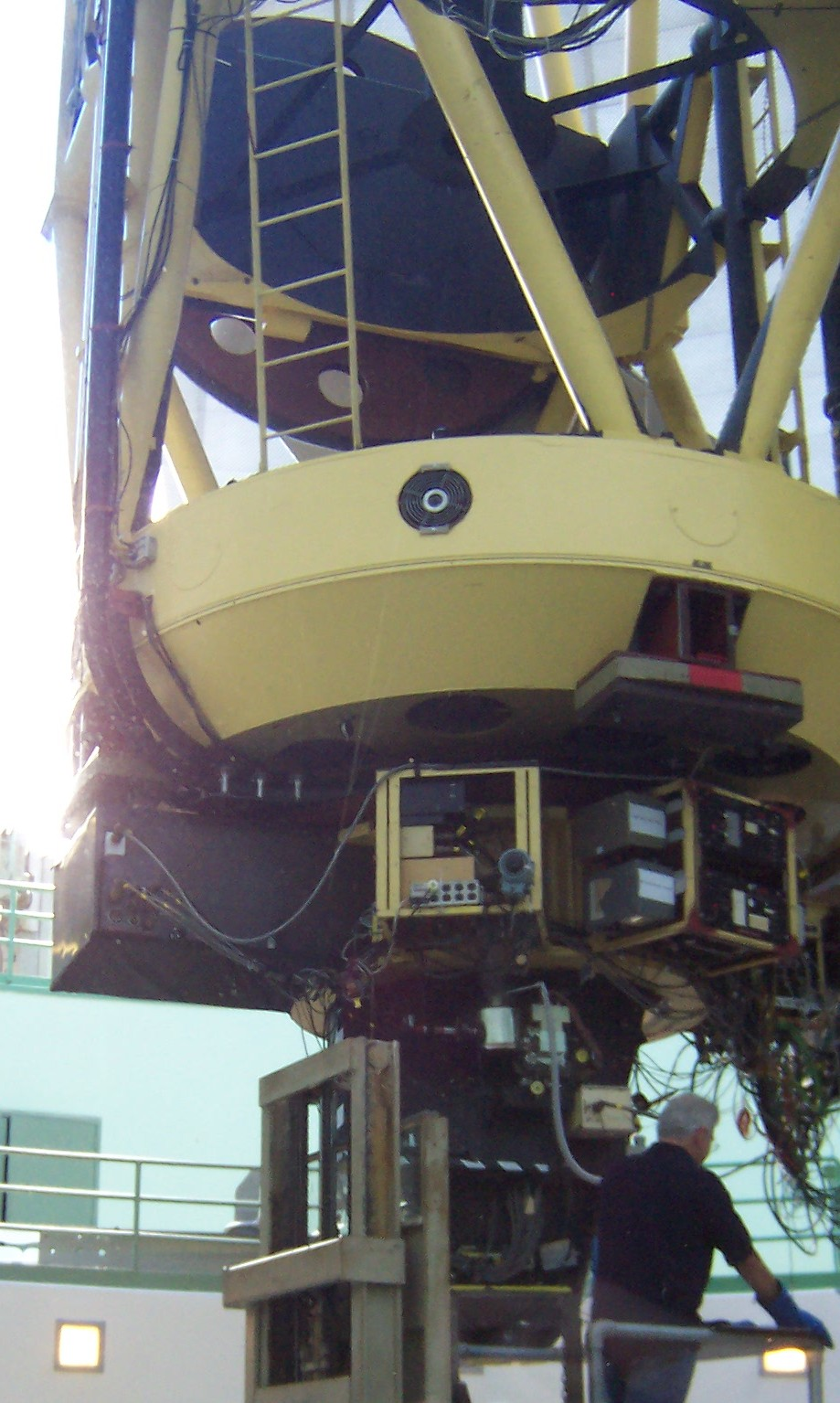
O telescópio de 120 in Lick, com a cúpula aberta para manutenção

Durante a Segunda Guerra Mundial, Mayall tornou-se uma influência importante no futuro do Observatório Lick. Desde 1931, quando ele havia retornado ao Lick e Berkeley após servir dois anos como assistente no Monte Wilson, ele sentiu fortemente que o Monte Hamilton necessitava de um telescópio maior. Os astrônomos no Lick estavam orgulhosos de sua capacidade de alcançar resultados importantes com o pequeno refletor Crossley de 36
-polegada (0,91 m) do Lick. Seu tamanho diminuto tornou-se aparente pela primeira vez em 1908, quando o telescópio de 60
-polegada (1,5 m) do Monte Wilson viu sua primeira luz. Isso foi acentuado pela inauguração do 72
-polegada (1,8 m) Observatório Astrofísico Dominion em 1917, e do telescópio ainda maior de 100
-polegada (2,5 m) Hooker do Monte Wilson em 1919. Mayall era hábil em trabalhar com o pequeno Crossley, mas entendia que ele nunca poderia realmente se equiparar a um telescópio concorrente que coletava nove vezes a quantidade de luz. Isso só iria piorar quando o telescópio de 200
-polegada (5,1 m) Telescópio Hale fosse concluído no Observatório Palomar. Mayall e outros jovens professores do Lick pensavam que os professores mais velhos, como Moore e Wright, estavam muito comprometidos com os pequenos telescópios e deveriam ter se esforçado mais para obter um refletor maior.
Desconhecido por Mayall, o diretor do observatório Lick, William H. Wright, e seu antecessor, Robert G. Aitken, haviam tentado secretamente arrecadar dinheiro para um refletor maior para substituir o Refletor Crossley de 36
-polegada (0,91 m). Eles tentaram tanto fontes privadas quanto tentaram fazer com que Robert Gordon Sproul, o Presidente da Universidade da Califórnia, incluísse um no orçamento. Apesar de múltiplas tentativas, eles continuaram a falhar, principalmente devido à Grande Depressão. No entanto, em 1942, Sproul pediu a Paul W. Merrill do Monte Wilson que sucedesse Wright, mas foi recusado. Agitado pela recusa, Sproul mudou sua posição e disse aos regentes que eles teriam que encontrar uma maneira de arrecadar dinheiro para um novo telescópio assim que a guerra terminasse. Por volta dessa época, Sproul prometeu ou nomeou secretamente C. Donald Shane como diretor do Lick, para assumir quando a guerra terminasse.
O plano para um grande telescópio foi vazado por volta de setembro de 1944 na forma das propostas orçamentárias da Universidade. Wright e Joseph H. Moore, diretor interino do Lick durante a guerra, imaginaram um refletor de 85
-polegada (2,2 m) ou 90
-polegada (2,3 m) com base nos fundos propostos no orçamento por Sproul. Mayall e Gerald E. Kron enviaram uma carta a Sproul representando os membros mais jovens da equipe do Lick, na qual solicitavam uma reunião para discutir o tipo de telescópio a ser construído. Eles se reuniram com Sproul em dezembro de 1944 no escritório de Sproul em Los Angeles. Mayall falou da necessidade chave de um telescópio com mais de 90 polegadas (2,3 m). Na oficina óptica do Caltech em Pasadena, ele havia visto o disco de vidro Pyrex de 120
-polegada (3,0 m) quase concluído, que inicialmente estava planejado para ser usado como um plano no teste de auto-colimação do espelho de 200
-polegada (5,1 m) de Palomar e instou Sproul a fazer com que o telescópio do Lick usasse um espelho desse tamanho. Para surpresa deles, Sproul concordou.
Shane foi nomeado presidente de um comitê formado por Sproul no início de 1945, para planejar o novo refletor. Outros membros do comitê incluíam Mayall, Moore, Walter S. Adams e Ira S. Bowen. O comitê funcionava principalmente por correspondência. A primeira carta de Mayall ajudou a convencer Shane de que 120 polegadas (3,0 m) era viável em vez de apenas 90
-polegada (2,3 m). Mayall ajudou a preencher a lacuna entre a experiente equipe de projetistas de telescópios em Pasadena e Shane, que era mais experiente como administrador e professor universitário. Adams e o oficial executivo do projeto de 200
-polegada (5,1 m), John August Anderson, compartilharam sua experiência, desenhos e planos com o comitê de design do Lick. Em 6 de março de 1945, com Mayall e Shane presentes, o comitê decidiu sobre os parâmetros básicos do que se tornaria o telescópio de 120
-polegada (3,0 m) C. Donald Shane. Em 7 de março, Mayall se juntou a Shane, Wright e Moore (não presentes na reunião de 6 de março), no Monte Hamilton para escolher o local onde construir o refletor.

## Pesquisa no Lick pós-guerra

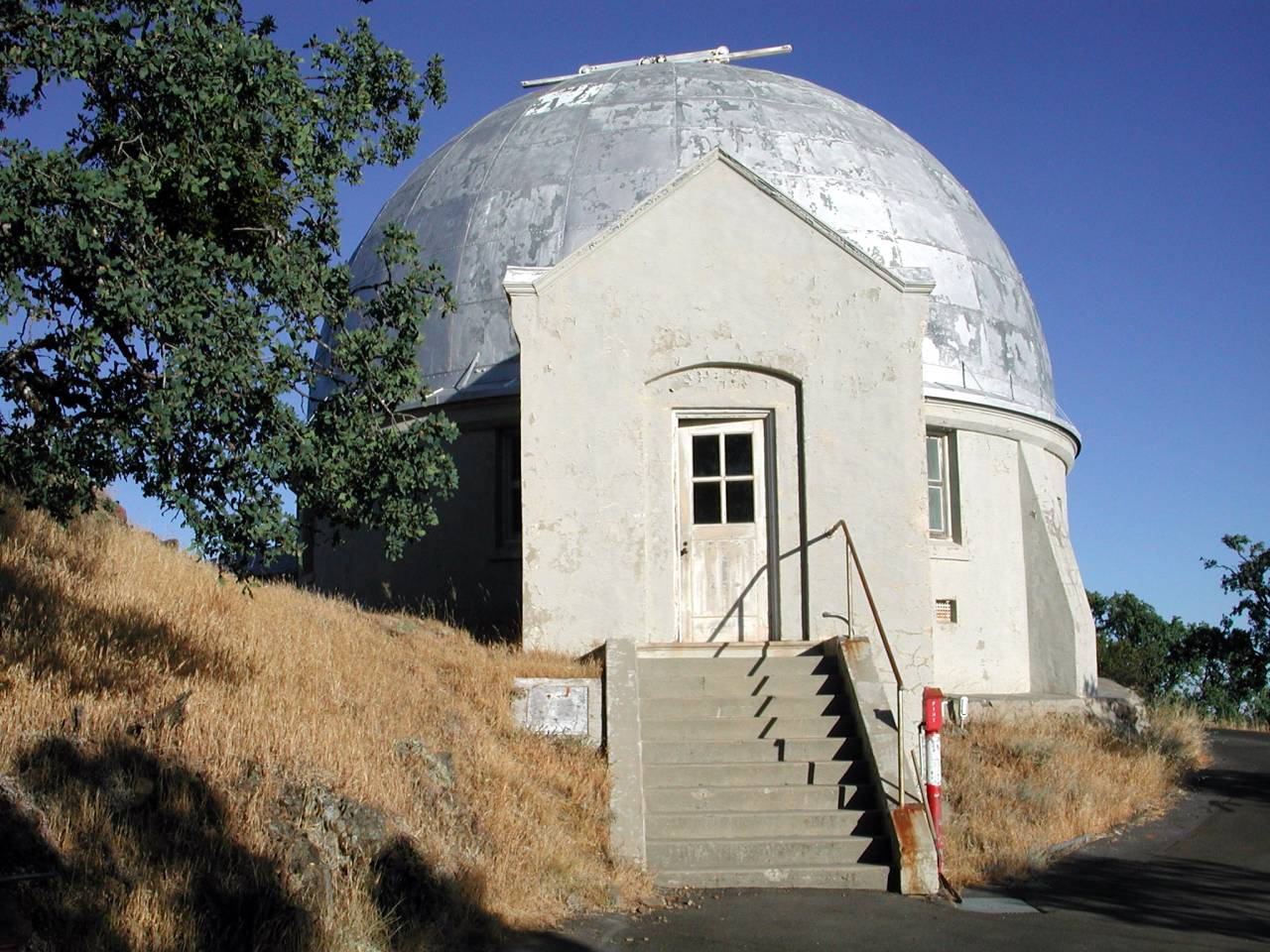
O Refletor Crossley de 36 in no Observatório Lick

Durante o longo período de construção do telescópio de 120
-polegada (3,0 m), Mayall continuou a usar o Refletor Crossley de 36
-polegada (0,91 m) do Lick e concentrou seus esforços na utilização de seu espectrógrafo sem fenda, que era otimizado para aglomerados extensos de baixo brilho superficial, galáxias e nebulosas. Em 1946, ele completou seu esforço pré-guerra para obter espectros integrados de aglomerados globulares e publicou o trabalho. Seu artigo foi fundamental para demonstrar que o sistema de aglomerados globulares da Via Láctea compartilha apenas ligeiramente a rotação galáctica encontrada no disco achatado de meio interestelar e estrelas jovens em nossa galáxia. Em 1948, Mayall serendipicamente descobriu uma supernova tipo II enquanto conduzia outras pesquisas.

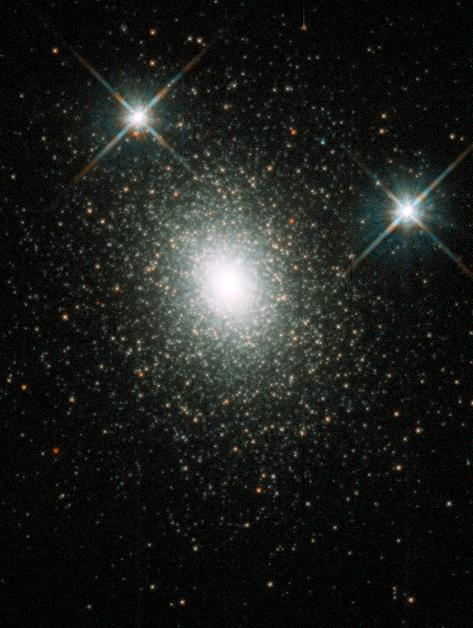
Imagem do Telescópio Espacial Hubble de Mayall II, um aglomerado globular na Galáxia de Andrômeda.

Outras pesquisas realizadas por Mayall incluem a colaboração de 20 anos (formulada em 1935 por Hubble) com Milton Humason, para coletar valores de desvio para o vermelho para todas as galáxias do norte mais brilhantes que a magnitude visual +13 no sistema Sistema fotométrico UBV. Mayall lidou com as galáxias mais brilhantes no Crossley, enquanto Humason abordou as mais fracas usando o telescópio de 100
-polegada (2,5 m) do Monte Wilson. Este trabalho resultou no artigo de 1956 que ele co-escreveu com Humason e Allan Sandage, sobre a taxa de expansão do Universo. O artigo listou mais de 800 valores de desvio para o vermelho (300 determinados por Mayall) para galáxias medidas de 1935 a 1955 no Lick, Wilson e Palomar.
No Lick, ele também estudou dinâmica galáctica, como o movimento rotacional das galáxias de Andrômeda e Triângulo. Ele apresentou este trabalho em um simpósio sobre a estrutura da Via Láctea em 23 de junho de 1950, na Universidade de Michigan em Ann Arbor. Este trabalho demonstrou a rotação de corpo sólido interna e o movimento kepleriano externo. Em 1953, junto com O. J. Eggen, Mayall identificou seis prováveis aglomerados globulares (incluindo Mayall II) ao redor da Galáxia de Andrômeda em uma placa schmidt Palomar de 48 polegadas exposta em 1948 que foi fornecida a eles por Hubble.
Gerry Kron ficou maravilhado com a sensibilidade dos olhos de Mayall que podiam alcançar a magnitude visual +17 usando o telescópio de 36
-polegada (0,91 m). A visão de Mayall mais tarde deteriorou-se a ponto de ele não conseguir mais ler.
O novo telescópio de 120
-polegada (3,0 m) tornou-se operacional no início de 1960. Mayall começou a usá-lo imediatamente, embora tenha deixado o Lick em setembro daquele ano.

## Observatório Nacional Kitt Peak

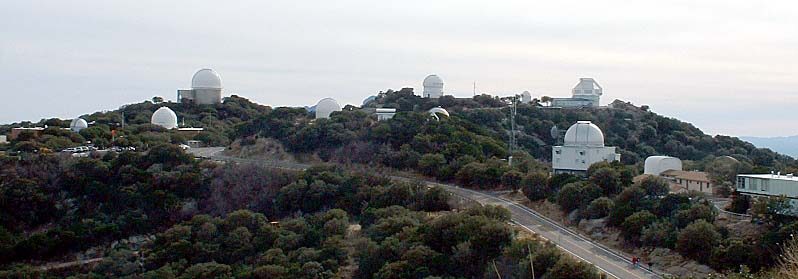
Visão geral de alguns dos telescópios no Observatório Nacional Kitt Peak

Mayall deixou a Universidade da Califórnia (após mais de 25 anos progredindo de estudante a astrônomo), para se tornar o segundo diretor do Observatório Nacional Kitt Peak (KPNO). Com apoio financeiro da Fundação Nacional de Ciência, várias universidades formaram um consórcio — a Associação de Universidades para Pesquisa em Astronomia (AURA). Seu objetivo era criar e administrar um observatório de pesquisa para astrônomos americanos. O primeiro diretor foi Aden B. Meinel, que escolheu o local próximo a Tucson no 7 000
-pé (2 100 m) Kitt Peak, e supervisionou a construção de seu primeiro telescópio, o refletor de 84
-polegada (2,1 m) que foi concluído na primavera de 1960.

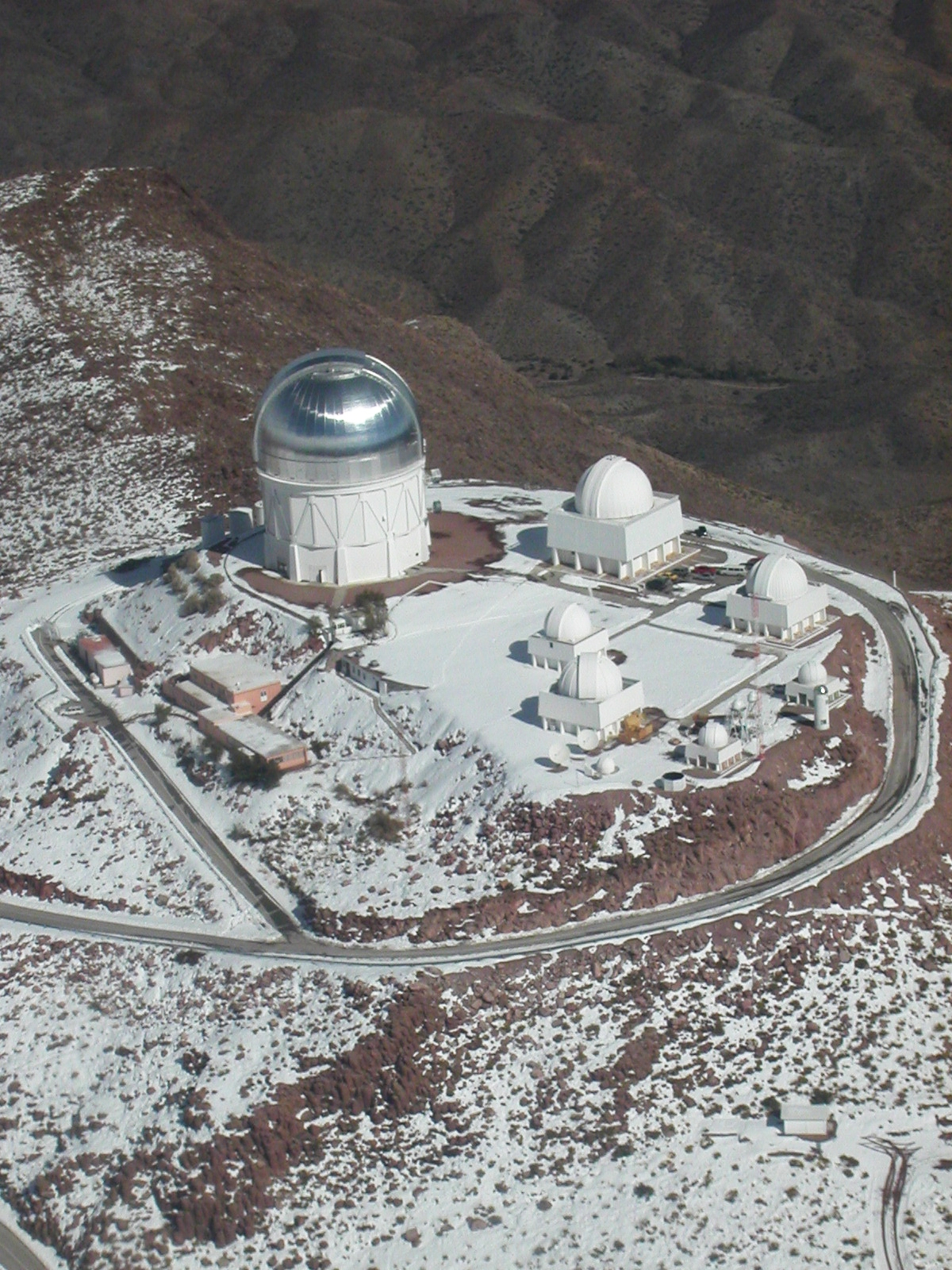
Vista aérea do Observatório Interamericano de Cerro Tololo

No entanto, o conselho da AURA decidiu que Meinel não era adequado para o cargo e escolheu Mayall para substituí-lo em 1 de outubro de 1960, mesmo que ele não tivesse experiência administrativa prévia. Mayall havia sido nomeado anteriormente (em 1958) como consultor da AURA, devido à sua experiência no planejamento do telescópio de 120
-polegada (3,0 m) de Lick. O presidente do conselho era Shane, que representava a Universidade da Califórnia, e ele ajudou a convencer Mayall a aceitar a oferta.

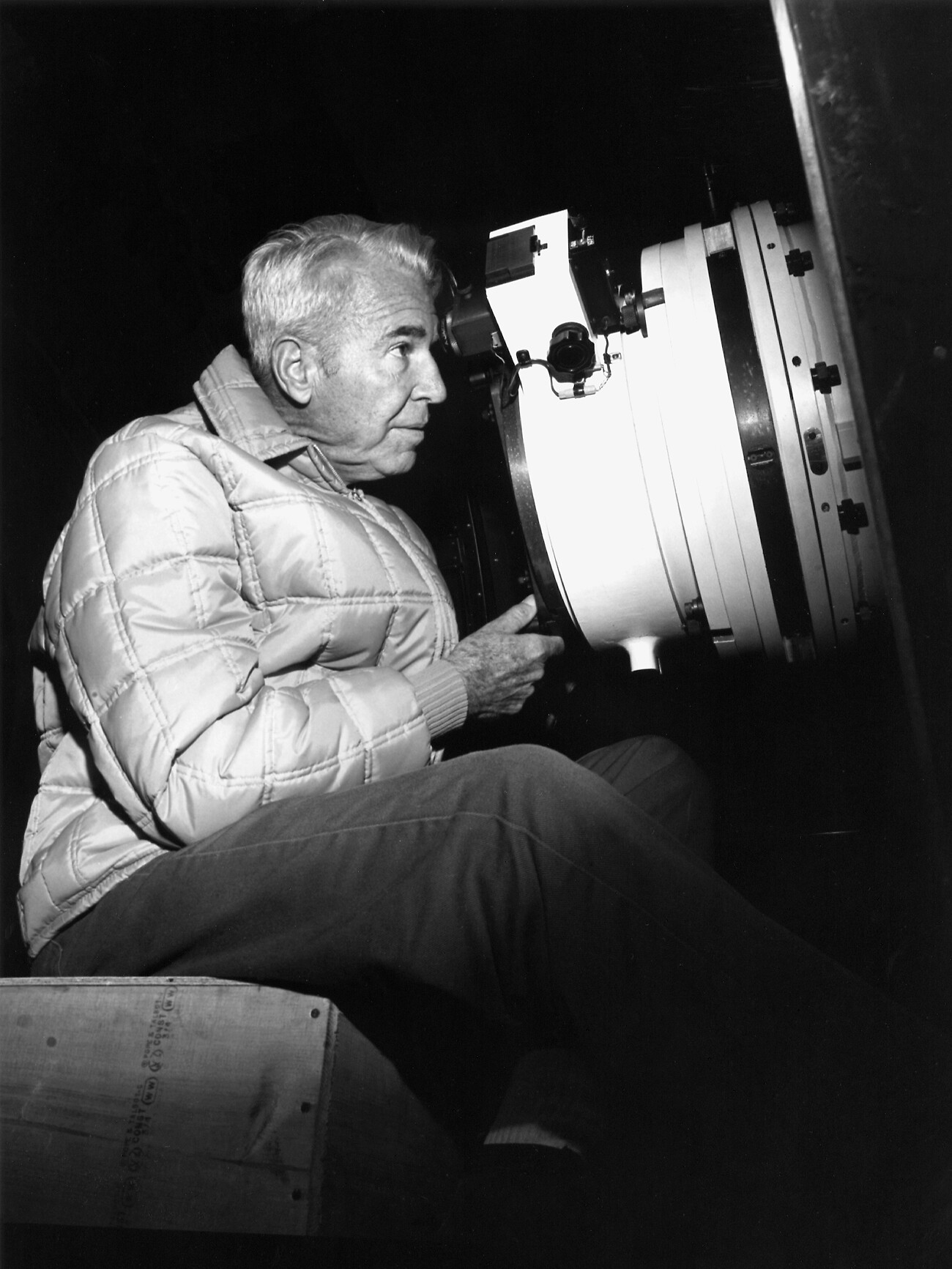
Mayall usando o telescópio de 4 metros do KPNO em 1973

Como diretor, Mayall supervisionou a construção do refletor de 4
-metro (160 pol) de Kitt Peak. Ele ainda estava em construção quando Mayall se aposentou em 1971, e foi concluído em 1973, momento em que foi batizado de Telescópio Nicholas U. Mayall em sua homenagem. Mayall esteve intimamente envolvido na expansão do observatório nacional para o Hemisfério Sul no que eventualmente se tornou o Observatório Interamericano de Cerro Tololo (CTIO). O telescópio Víctor M. Blanco de 4
-metro (160 pol) no CTIO (idêntico ao Telescópio Mayall no Kitt Peak) teve sua primeira luz em 1974 e foi concluído em 1976.

## Aposentadoria
Mayall se aposentou em 1971, aos 65 anos, evento que foi homenageado com um simpósio realizado em seu aniversário, 8 de maio. Durante sua aposentadoria, ele continuou a desempenhar um papel ativo em muitas organizações, incluindo o comitê de supervisão do Fermilab. Ele morreu em 5 de janeiro de 1993, de complicações causadas por diabetes; suas cinzas foram espalhadas no alto de uma crista vazia do Kitt Peak.

## Honrarias
- Membro da Academia Nacional de Ciências dos Estados Unidos, eleito em 1949[76]
- Membro da Academia Americana de Artes e Ciências desde 1961[77]
- Membro da Sociedade Filosófica Americana desde 1962[78]

## Publicações
- Mayall, Nicholas Ulrich; Miles, Howard G.; Whipple, Fred Lawrence (1928), «Elements and ephemeris of comet k 1927 (Skjellerup)», Lick Observatory Bulletin, 13: 120–2, Bibcode:1928LicOB..13..120M, doi:10.5479/ads/bib/1928licob.13.120m
- Nicholson, Seth B.; Mayall, Nicholas U. (1930), «The Probable Value of the Mass of Pluto», Publications of the Astronomical Society of the Pacific, 42 (250): 350, Bibcode:1930PASP...42..350N, doi:10.1086/124071
- Nicholson, Seth B.; Mayall, Nicholas U. (1931), «Positions, Orbit, and Mass of Pluto», Astrophysical Journal, 73: 1, Bibcode:1931ApJ....73....1N, doi:10.1086/143288
- Mayall, Nicholas U. (1934), «A study of the distribution of extra-galactic nebulae based on plates taken with the Crossley reflector», Lick Observatory Bulletin, 16 (458): 177–98, Bibcode:1934LicOB..16..177M, doi:10.5479/ADS/bib/1934LicOB.16.177M
- Mayall, Nicholas U. (1934), «The spectrum of the spiral nebula NGC 4151», Publications of the Astronomical Society of the Pacific, 46 (271): 134–38, Bibcode:1934PASP...46..134M, doi:10.1086/124429
- Mayall, Nicholas U. (1935), «An extra-galactic object 3° from the plane of the galaxy», Publications of the Astronomical Society of the Pacific, 47 (280): 317–8, Bibcode:1935PASP...47..317M, doi:10.1086/124631
- Mayall, Nicholas U. (1936), «A low dispersion UV glass spectrograph for the Crossley reflector», Publications of the Astronomical Society of the Pacific, 48 (281): 14–8, Bibcode:1936PASP...48...14M, doi:10.1086/124645
- Mayall, Nicholas U. (1937), «The spectrum of the Crab nebula in Taurus», Publications of the Astronomical Society of the Pacific, 49 (288): 101–5, Bibcode:1937PASP...49..101M, doi:10.1086/124777
- Mayall, Nicholas U. (1939), «The Crab nebula, a probable supernova», Astronomical Society of the Pacific Leaflets, 3 (119): 145–54, Bibcode:1939ASPL....3..145M
- Mayall, Nicholas U.; Aller, Lawrence Hugh (1939), «Emission nebulosities in the spiral nebula Messier 33», Publications of the Astronomical Society of the Pacific, 51 (300): 112–4, Bibcode:1939PASP...51..112M, doi:10.1086/125017
- Mayall, Nicholas U. (1939), «The occurrence of λ 3727 [O II] in the spectra of extragalactic nebulae», Lick Observatory Bulletin, 19 (497): 33–9, Bibcode:1939LicOB..19...33M, doi:10.5479/ads/bib/1939licob.19.33m
- Mayall, Nicholas U.; Aller, Lawrence Hugh (1940), «The rotation of the spiral nebula Messier 33», Publications of the Astronomical Society of the Pacific, 52 (308), Bibcode:1940PASP...52..278M, doi:10.1086/125186
- Moore, Joseph Haines; Mayall, Nicholas U.; Chappell, James F. (1940), «Astronomical Photographs Taken at the Lick Observatory», [Mount Hamilton? Calif., 1941], 6, Bibcode:1941aptl.book.....M
- Mayall, Nicholas U.; Wyse, Arthur Bambridge (1941), «Increased speed of two Lick Observatory spectrographs treated with non-reflecting films», Publications of the Astronomical Society of the Pacific, 53 (312): 120–2, Bibcode:1941PASP...53..120M, doi:10.1086/125281
- Mayall, Nicholas U. (1941), «The radial velocity of IC 10», Publications of the Astronomical Society of the Pacific, 53 (312): 122–24, Bibcode:1941PASP...53..122M, doi:10.1086/125282
- Hubble, Edwin; Mayall, Nicholas U. (1941), «Direction of rotation of spiral nebulae», Science, Abstracts of Papers Presented at the Annual Meeting, 93 (2419): 433–443, Bibcode:1941Sci....93..433., doi:10.1126/science.93.2419.433
- Mayall, Nicholas U.; Aller, Lawrence Hugh (1942), «The rotation of the spiral nebula Messier 33», Astrophysical Journal, 95: 5–23, Bibcode:1942ApJ....95....5M, doi:10.1086/144369
- Wyse, Arthur Bambridge; Mayall, Nicholas U. (1942), «Distribution of mass in the spiral nebulae Messier 31 and Messier 33», Astrophysical Journal, 95: 24–43, Bibcode:1942ApJ....95...24W, doi:10.1086/144370
- Mayall, Nicholas U.; Oort, Jan Hendrik (1942), «Further data bearing on the identification of the Crab nebula with the supernova of 1054 A.D. Part II. The astronomical aspects», Publications of the Astronomical Society of the Pacific, 54 (318): 95–104, Bibcode:1942PASP...54...95M, doi:10.1086/125410
- Mayall, Nicholas U. (1946), «The Radial Velocities of Fifty Globular Star Clusters», Astrophysical Journal, 104: 290, Bibcode:1946ApJ...104..290M, doi:10.1086/144856
- Baade, Walter; Mayall, Nicholas U. (1949), «Distribution and motions of gaseous masses in spirals» (publicado em 1951), Problems of Cosmical Aerodynamics; Proceedings of a Symposium on the Motion of Gaseous Masses of Cosmical Dimensions Held at Paris. UNESCO Meeting Jointly Sponsored by the International Astronomical Union and the International Union of Theoretical and Applied Mechanics: 165–84, Bibcode:1951pca..conf..165B
- Mayall, Nicholas U. (1951), «Comparison of rotational motions observed in the spirals M 31 and M 33 and in the Galaxy», Publications of the Observatories of the University Michigan, 10: 19–24, Bibcode:1951POMic..10...19M
- Humason, Milton L.; Mayall, Nicholas U.; Sandage, Allan R. (1956), «Redshifts and magnitudes of extragalactic nebulae», The Astronomical Journal, 61 (3): 97–162, Bibcode:1956AJ.....61...97H, doi:10.1086/107297
- Morgan, William Wilson; Mayall, Nicholas U. (1957), «A spectral classification of galaxies», Publications of the Astronomical Society of the Pacific, 69 (409): 291–303, Bibcode:1957PASP...69..291M, doi:10.1086/127075
- Mayall, Nicholas U.; Vasilevskis, Stanislaus (1960), «Quantitative tests of the Lick Observatory 120-inch mirror», Astronomical Journal, 65: 304–17, Bibcode:1960AJ.....65..304M, doi:10.1086/108250
- Kron, Gerald E.; Mayall, Nicholas U. (1960), «Photoelectric photometry of galactic and extragalactic star clusters», Astronomical Journal, 65: 581–620, Bibcode:1960AJ.....65..581K, doi:10.1086/108306
- Mayall, Nicholas U. (1962), «The story of the Crab nebula», Science, 137 (3524): 91–102, Bibcode:1962Sci...137...91M, PMID 17837092, doi:10.1126/science.137.3524.91
- Mayall, Nicholas U.; de Vaucouleurs, Antoinette (1962), «Redshifts of 92 galaxies», Astronomical Journal, 67: 363–69, Bibcode:1962AJ.....67..363M, doi:10.1086/108740
- Mayall, Nicholas U.; Lindblad, Per Olef (1970), «Mean rotational velocities of 56 galaxies», Astronomy and Astrophysics, 8: 364–74, Bibcode:1970A&A.....8..364M

## See also
- IC 10 – Mayall was first to suggest that it is extragalactic

## References
1. ↑  Osterbrock 1996, pp. 208–9
2. 1 2 3 4
3. ↑  Osterbrock 1996, pp. 205–8
4. 1 2 3  Osterbrock 1996, p. 190
5. ↑  Mayall 1970, p. 107
6. ↑  Osterbrock 1996, pp. 189–90
7. ↑  Mayall 1970, p. 108
8. ↑  Osterbrock 1996, pp. 190–1
9. ↑  Mayall 1970, pp. 109–10
10. ↑  Osterbrock 1996, p. 191
11. 1 2  Mayall 1970, p. 110
12. ↑  Osterbrock 1996, p. 192
13. ↑  Associated Press 1933
14. ↑  Nicholson & Mayall 1930
15. ↑  The New York Times 1931
16. ↑  Nicholson & Mayall 1931
17. 1 2 3 4 5 6 7
18. ↑  Mayall 1970, p. 112
19. ↑  Associated Press 1930
20. ↑  Osterbrock 1996, p. 193
21. ↑  Osterbrock 1996, pp. 193–4
22. ↑  Mayall 1970, pp. 113–4
23. ↑  Wilson 2004, p. 432
24. 1 2  Osterbrock 1996, p. 195
25. ↑  Osterbrock & Baade 2001, pp. 63, 109, 118
26. ↑  Mayall 1970, pp. 114–5
27. ↑  Mayall 1970, p. 115
28. ↑  Osterbrock 1996, pp. 194–5
29. ↑  Mayall 1970, pp. 115–6
30. ↑  Osterbrock 1996, pp. 195–6
31. ↑  Associated Press 1939
32. ↑  Osterbrock & Baade 2001, pp. 63–4, 90, 124–5
33. ↑  Kaempffert 1941
34. ↑  Callenders 1942
35. 1 2  Humason, Mayall & Sandage 1956
36. ↑  Osterbrock 1996, pp. 197–200
37. ↑  Mayall 1970, p. 116
38. ↑  Osterbrock & Baade 2001, p. 103
39. ↑  Mayall 1970, p. 118
40. 1 2 3 4  Osterbrock 1996, pp. 200–3
41. ↑  Wilson 2004, p. 452
42. ↑  Mayall 1970, pp. 118–9
43. ↑  Osterbrock 1996, p. 203
44. ↑  Mayall 1946
45. ↑  Kaempffert 1947
46. ↑  The New York Times 1948
47. ↑  Kaempffert 1948
48. ↑  McCray 2004, p. 57
49. ↑  Laurence 1954
50. ↑  Plumb 1955
51. ↑  Kaempffert 1956
52. 1 2  Federer 1950
53. ↑  Ma et al. 2007, p. 1621
54. ↑  Mayall 1970, p. 119
55. ↑  Osterbrock 1996, p. 205
56. ↑  Associated Press 1960
57. ↑  Lindsley, Edmondson & Kiani 2008, p. 3
58. ↑  Edmondson 1997, pp. 114, 125–6
59. ↑  McCray 2004, p. 55
60. 1 2  Freeman 1979
61. ↑  Osterbrock 1996, p. 206
62. ↑  Sullivan 1968
63. ↑  McCray 2004, pp. 86, 309
64. 1 2  Bouchet et al. 2000
65. ↑  Eglin 1973
66. ↑  Osterbrock 1996, pp. 207–8
67. ↑  Gregory & Abbott 2008
68. ↑  Osterbrock 1996, p. 208
69. ↑  McCray 2004, p. 86
70. 1 2  Abt 1993
71. ↑  Lindsley, Edmondson & Kiani 2008, p. 5
72. ↑  Lambert 1993, p. B8
73. ↑  Greenstein 1994
74. ↑  «Nicholas U. Mayall». www.nasonline.org. Consultado em 17 de novembro de 2022
75. ↑  «Nicholas Ulrich Mayall». American Academy of Arts & Sciences (em inglês). Consultado em 17 de novembro de 2022
76. ↑  «APS Member History». search.amphilsoc.org. Consultado em 17 de novembro de 2022

## Cited sources
- Abt, Helmut A. (1993), «Nicholas U. Mayall (1906–1993) (1Mar93)», NOAO Newsletter, 33, cópia arquivada em 2021
- «Figures Pluto due Nearest us in 1988», The New York Times, ISSN 0362-4331, Associated Press, p. 17, 1930, Professor Harlow Shapley, director of the Harvard Astronomical Observatory, today announced that the discovery of photographic plates taken in 1919 of images of the new planet Pluto had enabled him to calculate a final period of 251.8 years for the trans-Neptunian body to complete its orbit. ... Professor Shapley's computations were based on telegrams received yesterday from N. H. Seares, assistant director of the Mount Wilson Observatory, where the plates were made. Mr Seares's telegrams contained data prepared by Seth B. Nicholson and N. U. Mayall of the observatory staff.
- Associated Press (1933), «Mount Wilson Films 200 "Hottest Stars"; 100,000,000–Mile Gas Layers About Them», The New York Times, ISSN 0362-4331, Associated Press, p. 6, A plate exposed by N. U. Mayall showed forty-eight bright-line stars, twenty-seven of which had not previously been discovered.
- «Astronomers Trace Crab Nebula To Mighty Explosion of a Star» New York ed. , The New York Times, ISSN 0362-4331, Associated Press, p. 15, 1939, Astronomers of five nations have helped build up evidence that the Crab nebula was once a supernova, a star blown apart by a catastrophic explosion.
- «Astronomy Chief Is Appointed» Late City ed. , The New York Times, ISSN 0362-4331, Associated Press, p. 16, 1960, The appointment of Dr. Nicholas U. Mayall as director of the National Science Foundation's new research facility for optical astronomy, near Tucson, Ariz. was announced today.  The center is known as the Kitt Peak National Observatory.
- Bouchet, Patrice; Lawrence, Steve; Crotts, Arlin; Heathcote, Steve (2000), «A Tip/Tilt System for the Blanco Telescope», NOAO Newsletter (61), cópia arquivada em 2011
- Callenders, Harold (1942), «Dr. N.U. Mayall at Congress in Mexico Says Galaxy May Weigh Much Less Than Thought—Earth's Significance Diminishes» Late City ed. , The New York Times, ISSN 0362-4331, p. 12, ... Dr. N. U. Mayall of Lick Observatory, who has spent about three years studying fifty globular star clusters in the Milky Way.  He said the conclusion indicated by the data from his observations might mean that the whole galaxy weighed about half as much as had been supposed.
- Edmondson, Frank Kelly (1997), AURA and its US national observatories, ISBN 978-0-521-55345-2, New York: Cambridge University Press
- Eglin, Tom (1973), Dr. Nicholas U. Mayall, Cerro Tololo Inter-American Observatory, cópia arquivada em 2010
- Federer, Charles A. Jr. (1950), «Palomar's Big 'Eye' Maps Far Galaxies» Late City ed. , The New York Times, ISSN 0362-4331, p. 10
- Freeman, Ira Henry (1979), «An Astronomical Journey in Arizona» Late City ed. , The New York Times, ISSN 0362-4331, p. 377
- Greenstein, Jesse L. (1994), «Nicholas Ulrich Mayall (9 May 1906–5 January 1993)», Proceedings of the American Philosophical Society, 138 (4): 547–51, JSTOR 986853
- Gregory, B.; Abbott, T. (2008), The Blanco 4m Telescope, Cerro Tololo Inter-American Observatory, cópia arquivada em 2011
- Humason, Milton L.; Mayall, Nicholas U.; Sandage, Allan R. (1956), «Redshifts and magnitudes of extragalactic nebulae», The Astronomical Journal, 61 (3): 97–162, Bibcode:1956AJ.....61...97H, doi:10.1086/107297
- Kaempffert, Waldemar (1941), «Review of Gains Made in Science During Year» Late City ed. , The New York Times, ISSN 0362-4331, p. 39, Drs. N. U. Mayall and A. B. Wyse (Lick) and L. H. Aller (Harvard) studied the spinning of some near nebulae, which are galaxies.  It turned out that in many there was much matter so faint that it could be detected only in its gravitational effects.
- Kaempffert, Waldemar (1947), «Motion of Stars: Revolving Stars Provide a Check on Earth's Speed» Late City ed. , The New York Times, ISSN 0362-4331, p. 101
- Kaempffert, Waldemar (1948), «Science in Review: Research Work in Astronomy and Cancer Lead Year's List of Scientific Developments» Late City ed. , The New York Times, ISSN 0362-4331, p. 87
- Kaempffert, Waldemar (1956), «Science in Review: Astronomers Present New Evidence That Universe Is Expanding Like a Bubble» Late City ed. , The New York Times, ISSN 0362-4331, p. 129
- Lambert, Bruce (1993), «Nicholas U. Mayall, 86, Leader Of Studies on Nature of Universe», The New York Times, p. B8
- Laurence, William L. (1954), «Birth of Universe Traced to Blast» Late City ed. , The New York Times, ISSN 0362-4331, p. 17
- Lindsley, Dave; Edmondson, Frank; Kiani, Shiva (2008), Celebrating 50 years; Kitt Peak National Observatory; Milestones at Kitt Peak (PDF), Tucson, AZ: National Optical Astronomy Observatory, cópia arquivada (PDF) em 2009
- Ma, J.; de Grijs, R.; Chen, D.; van den Bergh, S.; Fan, Z.; Wu, Z.; Wu, H.; Zhou, X.;  et al. (2007), «Structural parameters of Mayall II = G1 in M31», Monthly Notices of the Royal Astronomical Society, 376 (4): 1621–1629, Bibcode:2007MNRAS.376.1621M, arXiv:astro-ph/0702012, doi:10.1111/j.1365-2966.2007.11573.x
- Mayall, Nicholas U. (1946), «The Radial Velocities of Fifty Globular Star Clusters», Astrophysical Journal, 104: 290, Bibcode:1946ApJ...104..290M, doi:10.1086/144856
- Mayall, Nicholas Ulrich (1970), «Nicholas U. Mayall», in:  Stone, Irving, There was light: Autobiography of a university: Berkeley, 1868–1968, Garden City, New York: Doubleday & Company, Inc., pp. 107–19
- McCray, W. Patrick (2004), Giant telescopes: astronomical ambition and the promise of technology, ISBN 978-0-674-01147-2, Harvard University Press
- «Woman Measures Heat of Sun Spots ... Lowell Photo of 1915 Discloses Pluto», The New York Times, ISSN 0362-4331, p. 10, 1931, Although a spot on the sun looks dark because it is cooler than the surrounding surface, it is at the inconceivably high temperature of 8,033 degrees Fahrenheit, Miss Charlotte E. Moore of Mount Wilson observatory ... Professors S. B. Nicholson and N. U. Mayall illustrated with lantern slides a paper on "The Orbit and Mass of Pluto," which indicated that the planet has a mass about equal to that of the earth.
- New York Times staff (1948), «Star Far Outshining Sun Discovered by Accident» Late City ed. , The New York Times, ISSN 0362-4331, p. 21
- Nicholson, Seth B.; Mayall, Nicholas U. (1930), «The Probable Value of the Mass of Pluto», Publications of the Astronomical Society of the Pacific, 42 (250): 350, Bibcode:1930PASP...42..350N, doi:10.1086/124071
- Nicholson, Seth B.; Mayall, Nicholas U. (1931), «Positions, Orbit, and Mass of Pluto», Astrophysical Journal, 73: 1, Bibcode:1931ApJ....73....1N, doi:10.1086/143288
- Osterbrock, Donald E. (1996), «Nicholas Ulrich Mayall, May 9, 1906 – January 5, 1993» (PDF), Biographical Memoirs, ISBN 978-0-309-05346-4, 69, Washington, D.C.: National Academy Press, pp. 189–213
- Osterbrock, Donald E.; Baade, Walter (2001), Walter Baade: a life in astrophysics, ISBN 978-0-691-04936-6, Princeton University Press
- Plumb, Robert K. (1955), «Science in Review: An Expanding Universe About Six Billion Years Old Pictured by Astronomers» Late City ed. , The New York Times, ISSN 0362-4331, p. 131
- Sullivan, Walter (1968), «Science; A Closer Look at the Cosmos» Late City ed. , The New York Times, ISSN 0362-4331, p. 181
- Wilson, Ray N. (2004), Reflecting Telescope Optics: Basic design theory and its historical development, ISBN 978-3-540-76581-3, Astronomy and astrophysics library; Volume 1 of Reflecting Telescope Optics, 1 2nd ed. , Berlin: Springer